# Bobrowniki (chutor w sielsowiecie Worniany)
Bobrowniki (biał. Бабраўнікі, Babrauniki; ros. Бобровники, Bobrowniki) – chutor na Białorusi, w obwodzie grodzieńskim, w rejonie ostrowieckim, w sielsowiecie Worniany, przy Białoruskiej Elektrowni Jądrowej.
W pobliżu znajduje się towarowa stacja kolejowa Bobrowniki, obsługująca Białoruską Elektrownię Jądrową.